# 17022 Huisjen
17022 Huisjen è un asteroide della fascia principale. Scoperto nel 1999, presenta un'orbita caratterizzata da un semiasse maggiore pari a 2,4584027 UA e da un'eccentricità di 0,1868200, inclinata di 4,23987° rispetto all'eclittica.